# Pfaueninsel
Het Pfaueninsel (Nederlands: Pauweneiland) is een 67 ha groot eiland en landschapspark in Wannsee, zo'n 20 km ten zuidwesten van het centrum van Berlijn, bij de stadsrand aangrenzend aan Potsdam in Brandenburg.
In de 17e eeuw werd het eiland Kaninchenwerder (konijneneiland) genoemd naar de konijnenkwekerij die in opdracht van Frederik Willem I van Brandenburg op het eiland was opgericht. In 1685 kreeg Johannes Kunckel, een alchemist, de toelating op het eiland een glasblazerij te bouwen. Kunckel ontdekte o.m. hier een methode voor het vervaardigen van robijnrood glas. Na het overlijden van Frederik Willem in 1688 trok Kunckel naar Stockholm. Het eiland zou een eeuw zo goed als ongebruikt blijven.
In 1793 kocht Frederik Willem II het eiland aan. Hij gaf de opdracht voor Schloss Pfaueninsel, een romantisch paleisje dat in 1794 werd gebouwd naar een ontwerp van Johann Gottlieb Brendel. Frederik Willem II liet het bouwen voor zijn maîtresse Wilhelmine Encke (later gravin van Lichtenau). Het paleis is van hout en de gevel werd gebouwd naar het voorbeeld van een middeleeuwse kasteelruïne. Het paleis bevindt zich op de westelijke eilandtip, en is zichtbaar vanuit het Marmerpaleis van de heerser. De gietijzeren brug tussen de torens dateert van later, van 1807. Tot heden is het paleis met het 18de- en 19de-eeuwse meubilair in de zomermaanden voor publiek geopend. Het natuurpark werd aangelegd in 1795 naar een ontwerp van Johaan August Eyserbeck.
De zoon van Frederik Willem II, Frederik Willem III van Pruisen, liet op het eiland een modelboerderij aanleggen, en gaf in 1821 landschapsarchitect Peter Joseph Lenné opdracht het park her aan te leggen. Dit is nog de huidige parkaanleg van het eiland. Karl Friedrich Schinkel ontwierp bijkomende gebouwen voor dit doel, met onder meer een menagerie, gemodelleerd naar de Parijse Ménagerie du Jardin des Plantes. De pauwen die in de menagerie gekweekt en tentoongesteld werden, gaven de nieuwe naam aan het eiland.
In het noordoosten van het eiland werd de Luisentempel gebouwd, met het uitzicht van een Griekse tempel. De zandstenen portico van dit bouwwerk werd in 1829 van het Schlosspark Charlottenburg naar het eiland verplaatst. Naast het Vogelhuis van de menagerie, waarin kleurrijke papegaaien en fazanten wonen, is er een grote fontein, die in 1824 werd ontworpen door Martin Friedrich Rabe.
Het eiland, park en de monumenten worden beheerd door de Stiftung Preußische Schlösser und Gärten Berlin-Brandenburg (SPSG). In 1990 werd het Pfaueninsel door UNESCO als cultureel werelderfgoed erkend en opgenomen op de werelderfgoedlijst als onderdeel van de Paleizen en parken van Potsdam en Berlijn. Het gebied is onderdeel van een natuurgebied krachtens de Vogelrichtlijn en Habitatrichtlijn.
Het eiland is sinds 1821 bereikbaar met een vaste veerbootverbinding over de Havel.
Dit object is onderdeel van het ensemble paleizen en parken van Potsdam en Berlijn dat in 1990, 1992 en 1999 in drie fasen op de werelderfgoedlijst van de UNESCO is geplaatst. Andere items ervan zijn:
De Russische kolonie Alexandrowka · 
De Antieke Tempel · 
Het Slot Babelsberg · 
Het Babelsbergpark · 
De Belvédère op de Pfingstberg · 
 De Belvédère van Sanssouci · 
De Bildergalerie · 
Slot Cecilienhof · 
Slot Charlottenhof · 
Het Chinese theehuis · 
 Het Drakenhuis · 
Het Glienickepark · 
Het Jachtslot Glienicke · 
Het Slot Glienicke · 
 Het keizerlijk station van Potsdam · 
Het Marmerpaleis · 
De Neptunusgrotte · 
Het Nieuwe paleis · 
De Nieuwe Tuin · 
De Nieuwe Vertrekken · 
De blokhut Nikolskoë · 
Het Oranjerieslot · 
Het Pauweneiland · 
De Sint-Petrus-en-Pauluskerk van Nikolskoë · 
De Pomonatempel · 
De Romeinse baden · 
Slot Sanssouci · 
Slot Sacrow · 
 De Verlosserkerk van Sacrow · 
De Vredeskerk · 
De vriendschapstempel
- Gemeinsame Normdatei: 4087300-6
- Library of Congress Control Number: sh94002599
- Nationale Bibliotheek van Israël: 987007532345305171
- Virtual International Authority File: 315527982